# Torvalla sportcentrum

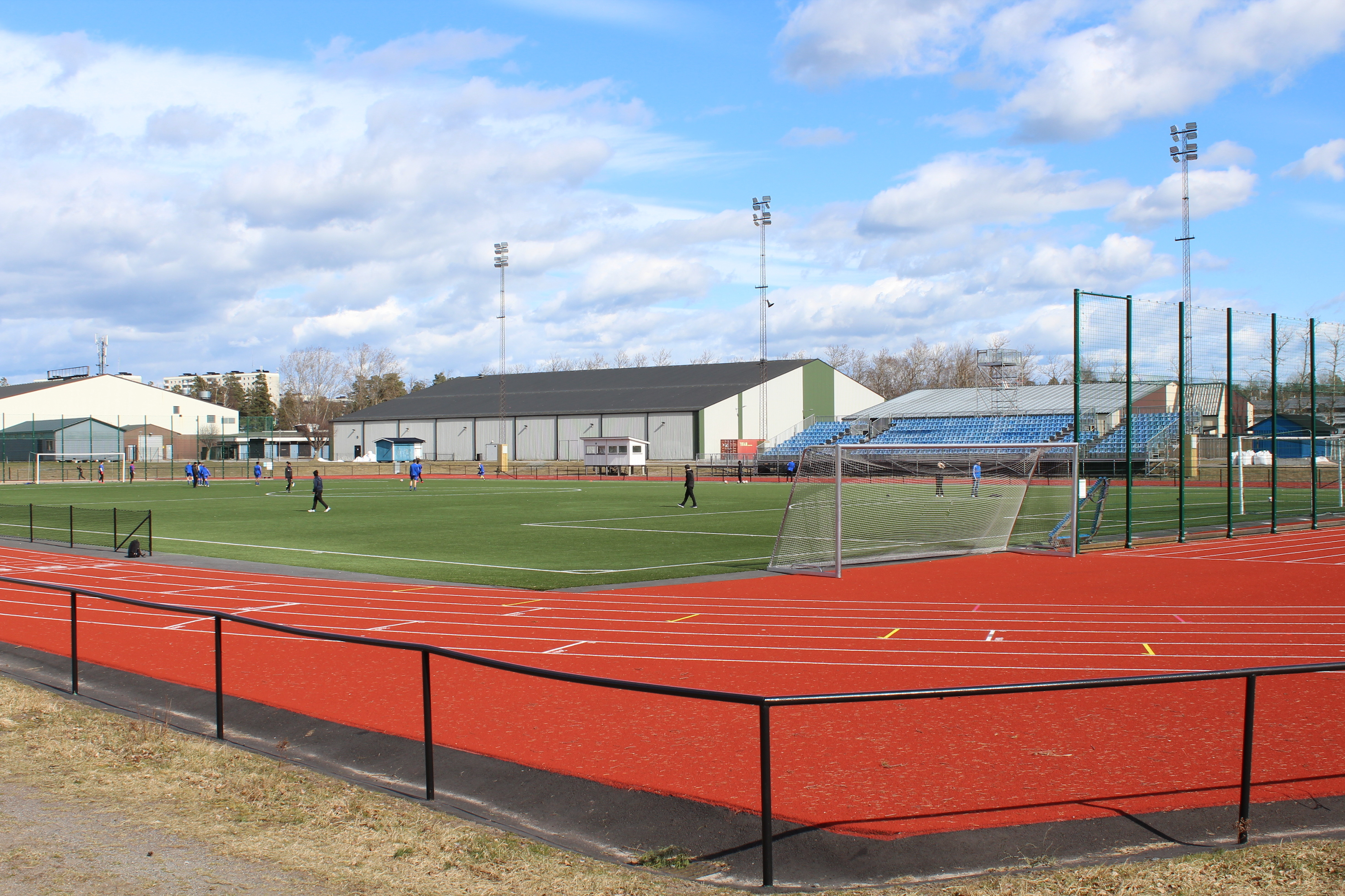
Fotbollsplanen och del av löparbana.

Torvalla sportcentrum är en idrottsanläggning belägen vid Torvallavägen i Handen i Haninge kommun, Stockholms län.

## Historik

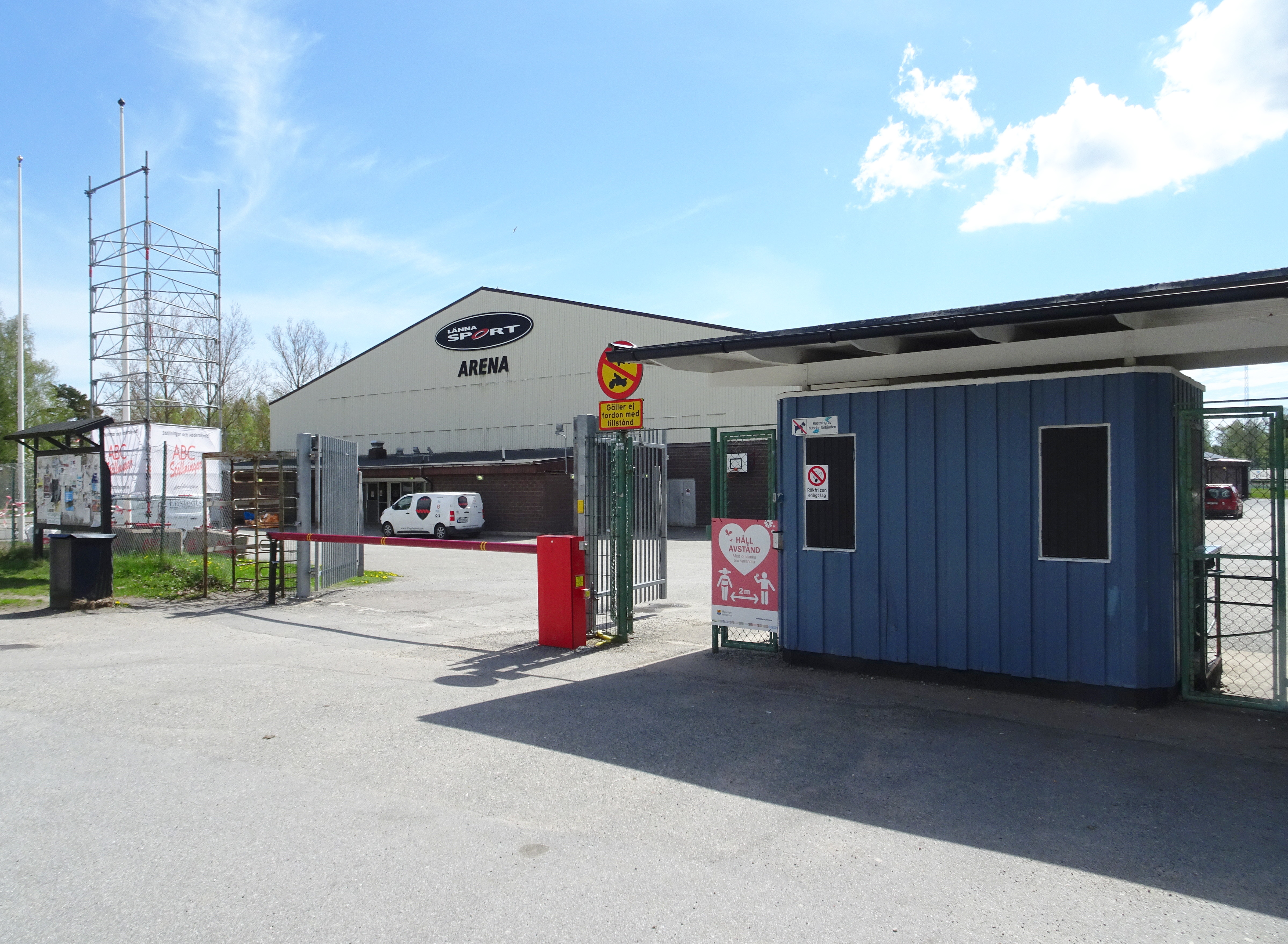
Länna Sport Arena.

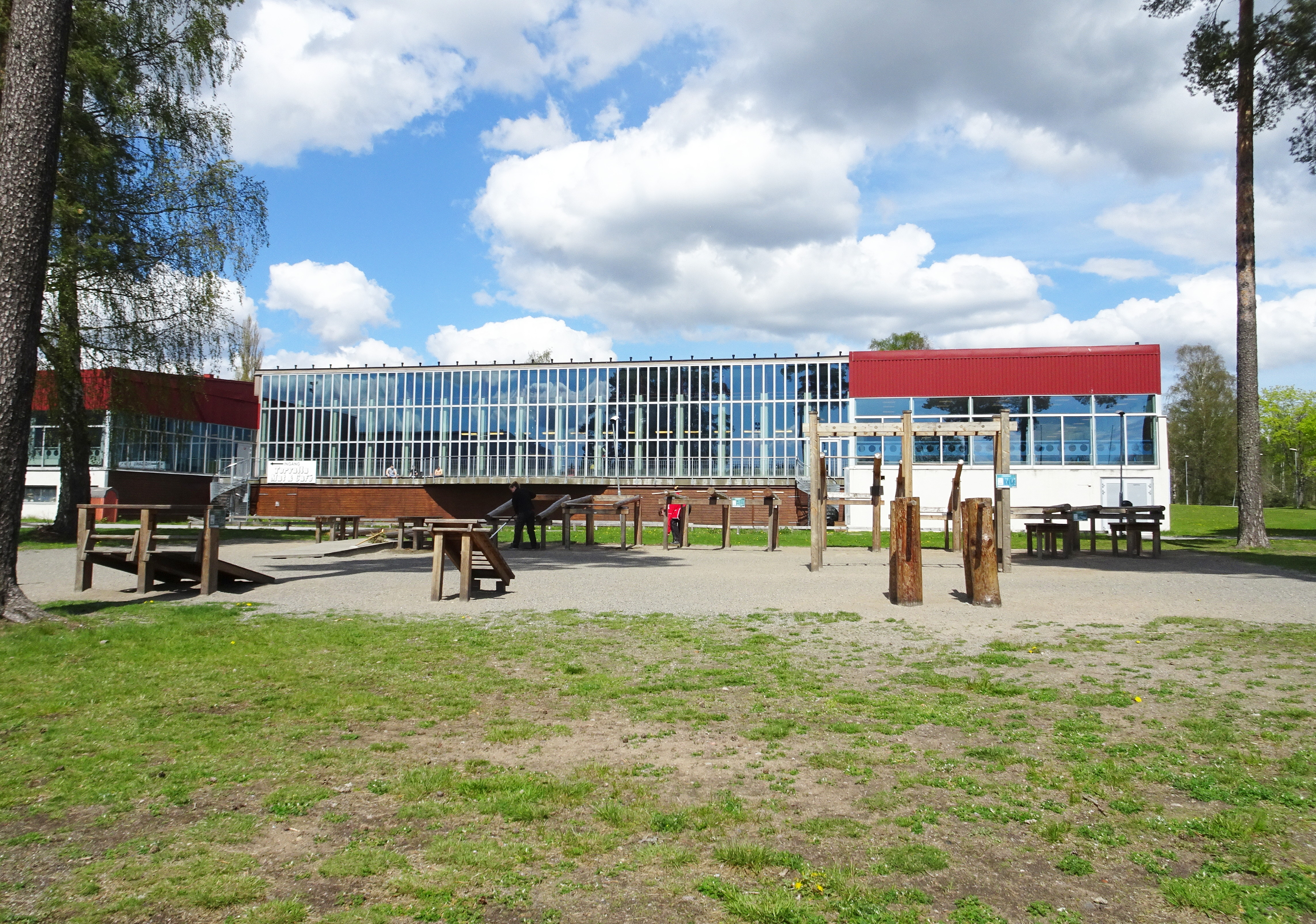
Torvalla sporthall.

Början till Torvalla sportcentrum var Södra Motorstadion som fanns i slutet av 1940-talet vid torpet Slätmossen. På Södra Motorstadion arrangerades speedwaytävlingar och vad man kallade jordbanetävlingar. Därefter kördes stock-car på banan. 1955 spelade man in en Åsa-Nissefilm här: Åsa-Nisse ordnar allt.

## Dagens anläggning
Södra Motorstadion döptes sedermera om till Slätmossens IP. Med tiden har anläggningen byggds om och flera idrottshallar tillkommit. Senaste tillskottet är Torvalla sporthall som invigdes i början av 1970-talet.
Idag (2021) räknas Torvalla sportcentrum till en av Stockholmtraktens  största idrottsanläggningar. Här finns två ishallar, två fullstora gräsfotbollsplaner, en fullstor konstgräsplan och en mindre grusplan. Det finns även löparbana och kastfält för friidrott.
Torvalla sporthall inhyser simbassäng, sportplan (för handboll, innebandy, basket och övriga inomhusidrotter), budohall och skjutbanor. Läktaren har plats för 1 500 åskådare. Vid sporthallen tillkom 2009 även en bollhall för handboll, badminton och basket med tillhörande omklädningsrum.
Idrottshallen är hemmaplan för innebandylaget Haninge FBC och i ishallen spelar Haninge Anchors HC sina hemmamatcher. Här finns också Haninge Konståkningsklubb. Friidrottsklubben Österhaninge IF har gamla anor på Torvalla IP och bedriver träning för flera ålderskategorier. Fredrika Bremergymnasierna bedriver sin idrottsundervisning i sporthallen.